# Kastel-Staadt

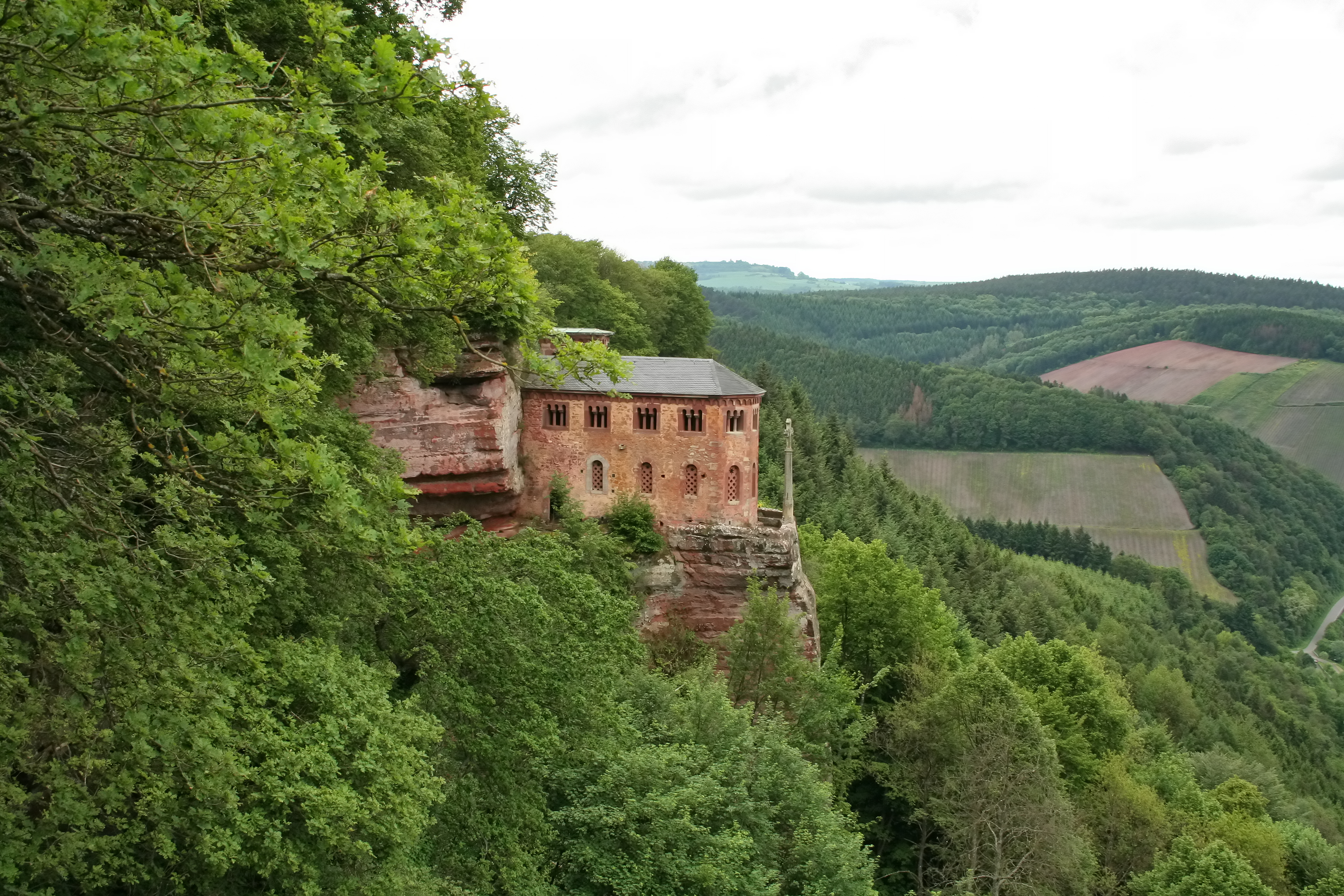
Grabkapelle für Johann von Luxemburg

Kastel-Staadt ist eine Ortsgemeinde im Landkreis Trier-Saarburg in Rheinland-Pfalz. Sie gehört der Verbandsgemeinde Saarburg-Kell an.

## Geographische Lage
Kastel liegt auf einem Felsplateau hoch über der Saar. Zur Ortsgemeinde gehört der Ortsteil Staadt im Tal der Saar gegenüber von Serrig. Der Ort liegt etwa neun Kilometer nördlich des saarländischen Mettlach und vier Kilometer südlich von Saarburg und ist durch die Landesstraße 131 an das überregionale Straßennetz angeschlossen.
Zu Kastel-Staadt gehören auch Neufels und Staadt.

## Geschichte
Bei Kastel-Staadt befand sich ein Oppidum der Treverer. Die Römer bauten vermutlich schon vor der Zeitenwende auf dem Hochplateau ein fast uneinnehmbares Kastell. Funde aus keltischer und römischer Zeit sind in der näheren Umgebung zahlreich dokumentiert.
Auf dem Plateau von Kastel-Staadt wurde bei Ausgrabungen 2006–2008 ein römisches Theater mit 34 Sitzreihen im Halbrund und Platz für über 3.000 Zuschauer entdeckt, seit 2013 ist die Anlage mit Sicht ins Saartal frei zugänglich.
Der Ort Kastel wurde erstmals 1098 urkundlich erwähnt.
Der preußische Kronprinz  Friedrich Wilhelm beauftragte den Baumeister Karl Friedrich Schinkel, eine Grabkapelle für Johann den Blinden zu entwerfen. 1834 bis 1835 baute Schinkel die Kapelle an Stelle der alten Einsiedelei Klause Kastel auf einem Felsen über dem Saartal. An Johanns Todestag im Jahr 1838 wurden seine Gebeine dort in einem schwarzen Marmorsarkophag bestattet. 1945 wurden die Gebeine nach Luxemburg entführt und 1946 in der Krypta unter der Kathedrale Notre-Dame mit Militärehren neu bestattet.
Am 18. Juli 1946 wurde Kastel-Staadt gemeinsam mit weiteren 80 Gemeinden der Landkreise Trier und Saarburg dem im Februar 1946 von der übrigen französischen Besatzungszone abgetrennten Saargebiet angegliedert, das zu der Zeit nicht mehr dem Alliierten Kontrollrat unterstand. Am 6. Juni 1947 wurde diese territoriale Ausgliederung bis auf 21 Gemeinden wieder zurückgenommen, damit kam Kastel-Staadt an das 1946 neugebildete Land Rheinland-Pfalz.

## Bevölkerung
Die Entwicklung der Einwohnerzahl von Kastel-Staadt, die Werte von 1871 bis 1987 beruhen auf Volkszählungen:
| Jahr | Einwohner |
| ---- | --------- |
| 1815 | 218       |
| 1835 | 346       |
| 1871 | 341       |
| 1905 | 400       |
| 1939 | 456       |
| 1950 | 455       |
| 1961 | 516       |

| Jahr | Einwohner |
| ---- | --------- |
| 1965 | 483       |
| 1970 | 480       |
| 1975 | 442       |
| 1980 | 407       |
| 1985 | 393       |
| 1987 | 406       |
| 1990 | 397       |

| Jahr | Einwohner |
| ---- | --------- |
| 1995 | 375       |
| 2000 | 371       |
| 2005 | 391       |
| 2010 | 392       |
| 2015 | 397       |

 Datenquelle: Statistisches Landesamt Rheinland-Pfalz

## Politik

### Gemeinderat
Der Ortsgemeinderat in Kastel-Staadt besteht aus acht Ratsmitgliedern, die bei der Kommunalwahl am 9. Juni 2024 in einer Mehrheitswahl gewählt wurden, und dem ehrenamtlichen Ortsbürgermeister als Vorsitzendem.

### Bürgermeister
Reiner Schmitt wurde am 25. Juni 2019 Ortsbürgermeister von Kastel-Staadt. Da bei der Direktwahl am 26. Mai 2019 kein Wahlvorschlag eingereicht wurde, oblag die Neuwahl des Bürgermeisters gemäß rheinland-pfälzischer Gemeindeordnung dem Rat, der sich auf seiner konstituierenden Sitzung für Schmitt entschied. Bei der Direktwahl am 9. Juni 2024 wurde er als einziger Bewerber mit einem Stimmenanteil von 93,3 % für weitere fünf Jahre wiedergewählt.
Schmitts Vorgänger waren Hubert Schommer (2014–2019) und Harald Lehnertz (2004–2014).

## Sehenswertes
Die Klause Kastel ist ein von Mönchen in die Felswand aus Sandstein geschlagenes Refugium auf einem Plateau über dem Saartal.
Unweit der Klause liegt eine natürliche schon von Kelten besiedelte und nach drei Seiten durch Buntsandstein und auf der vierten mit einem Wall vor Feinden geschützte Befestigung (Oppidum).
Oberhalb der Klause befindet sich der Ehrenfriedhof Kastel für die Gefallenen des Zweiten Weltkrieges.
Nahe der Klause steht die alte Kirche St. Johannes der Täufer, die bis 1442 Pfarrkirche mit weit reichendem Einzugsbereich war. Ihr Turm stammt aus dem 12. und das Kirchenschiff aus dem 13. Jahrhundert.
Die Traumschleife Kasteler Felsenpfad ist ein Premiumwanderweg, der sich rund um das Plateau schlängelt.
Siehe auch: Liste der Kulturdenkmäler in Kastel-Staadt

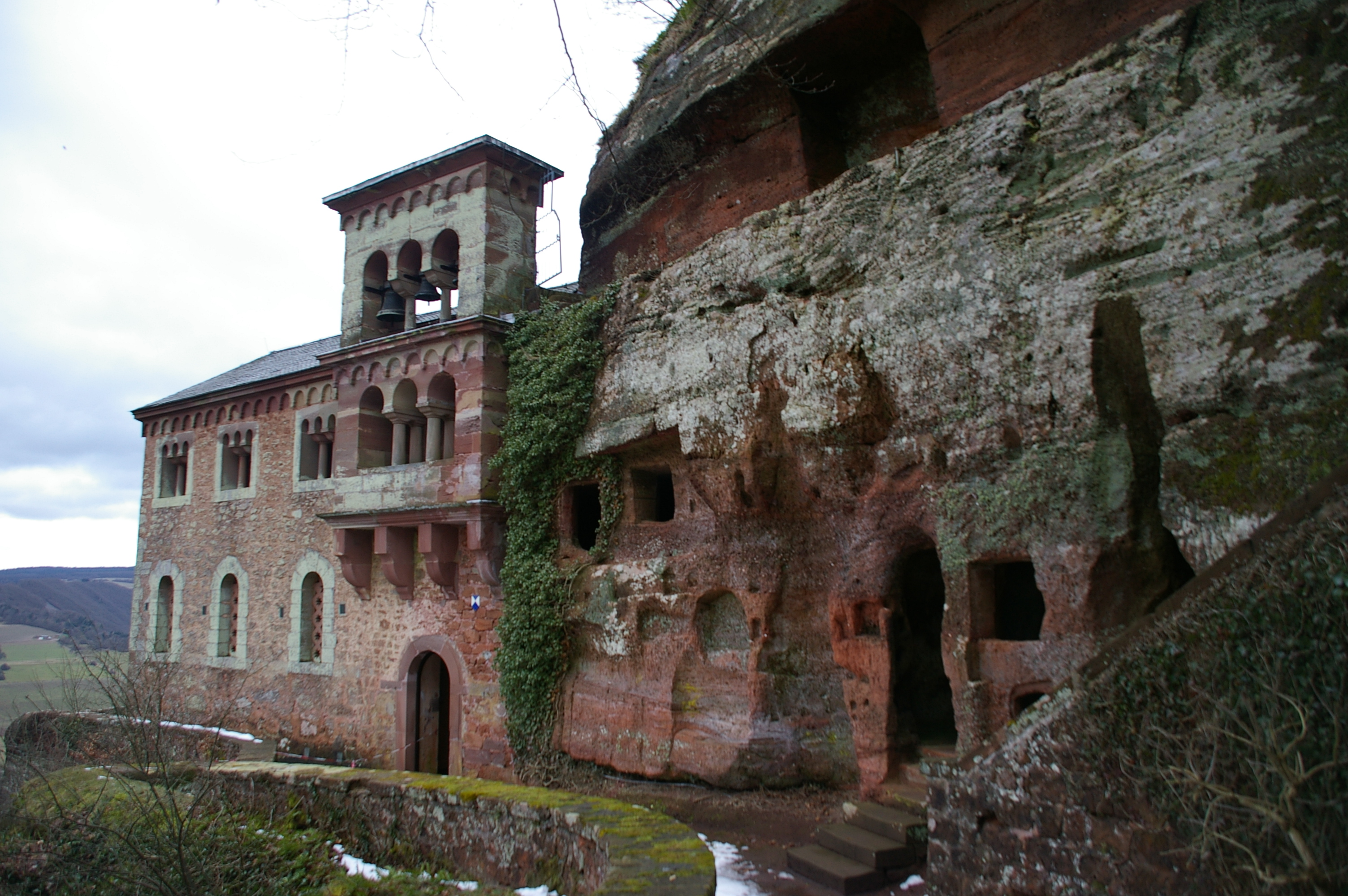
Klause mit Felskapellen und Grabkapelle
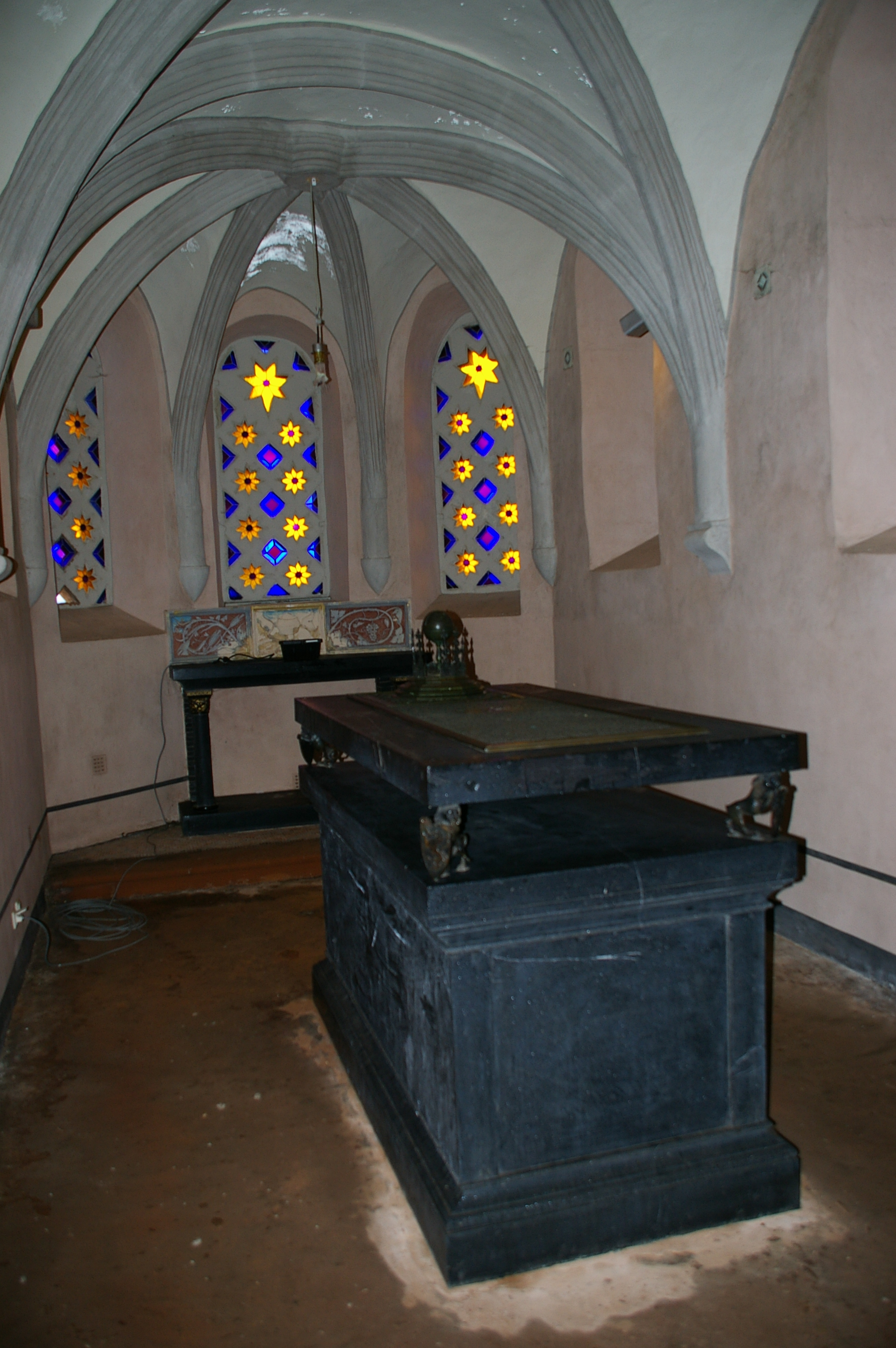
Innenansicht der Grabkammer
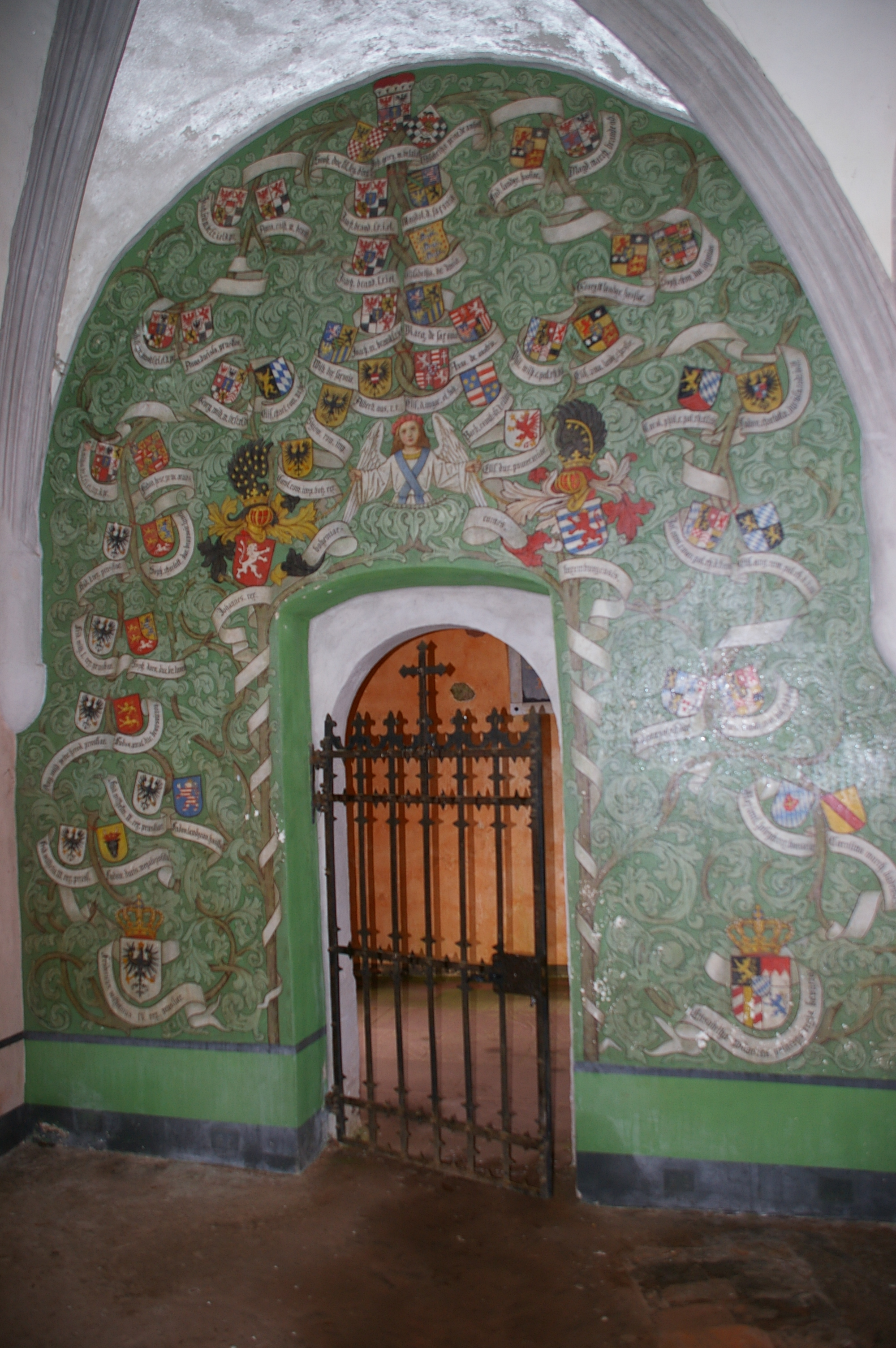
Ahnentafel an der Westwand der Grabkammer
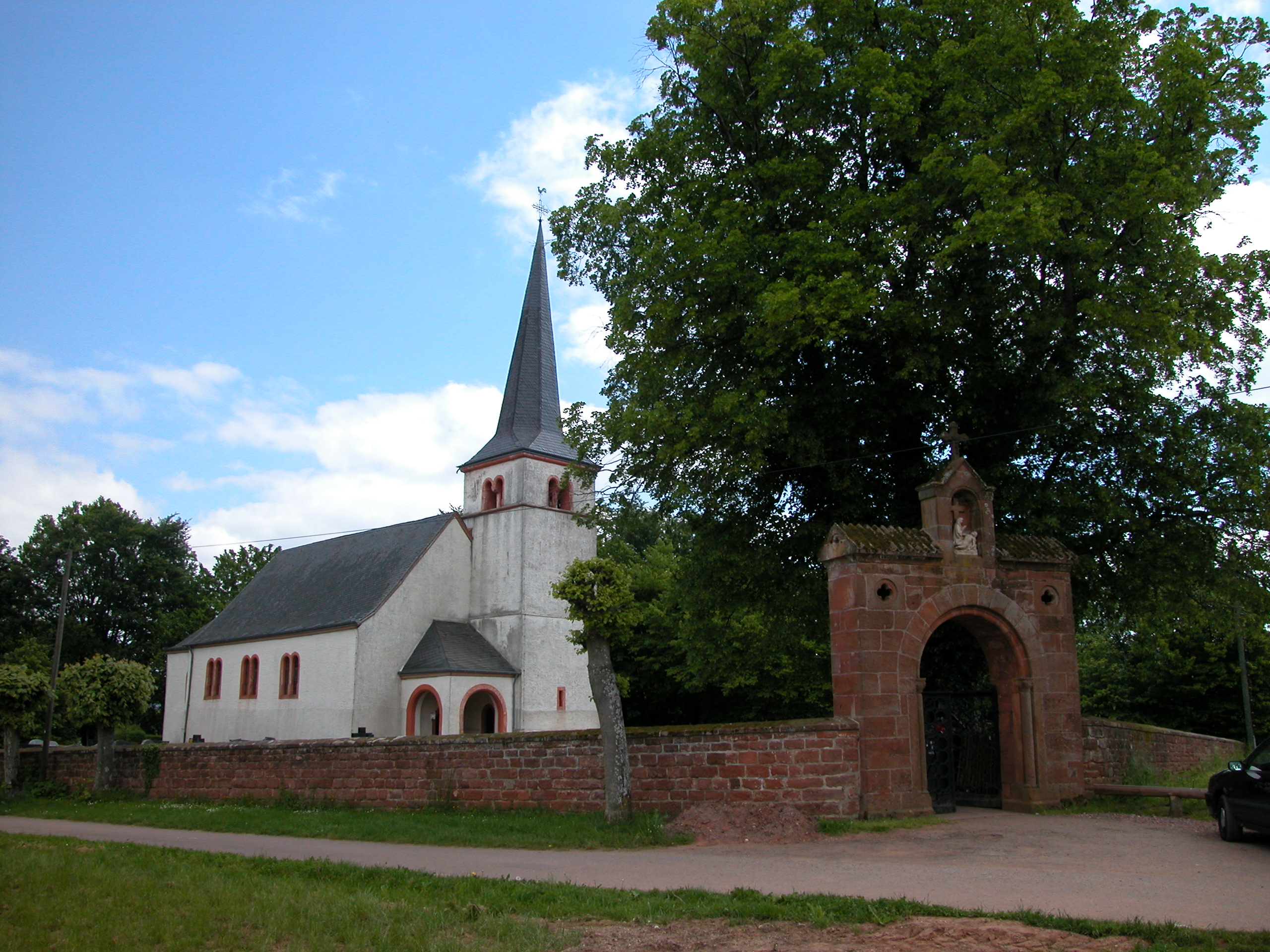
Alte Pfarrkirche St. Johannes d.T.
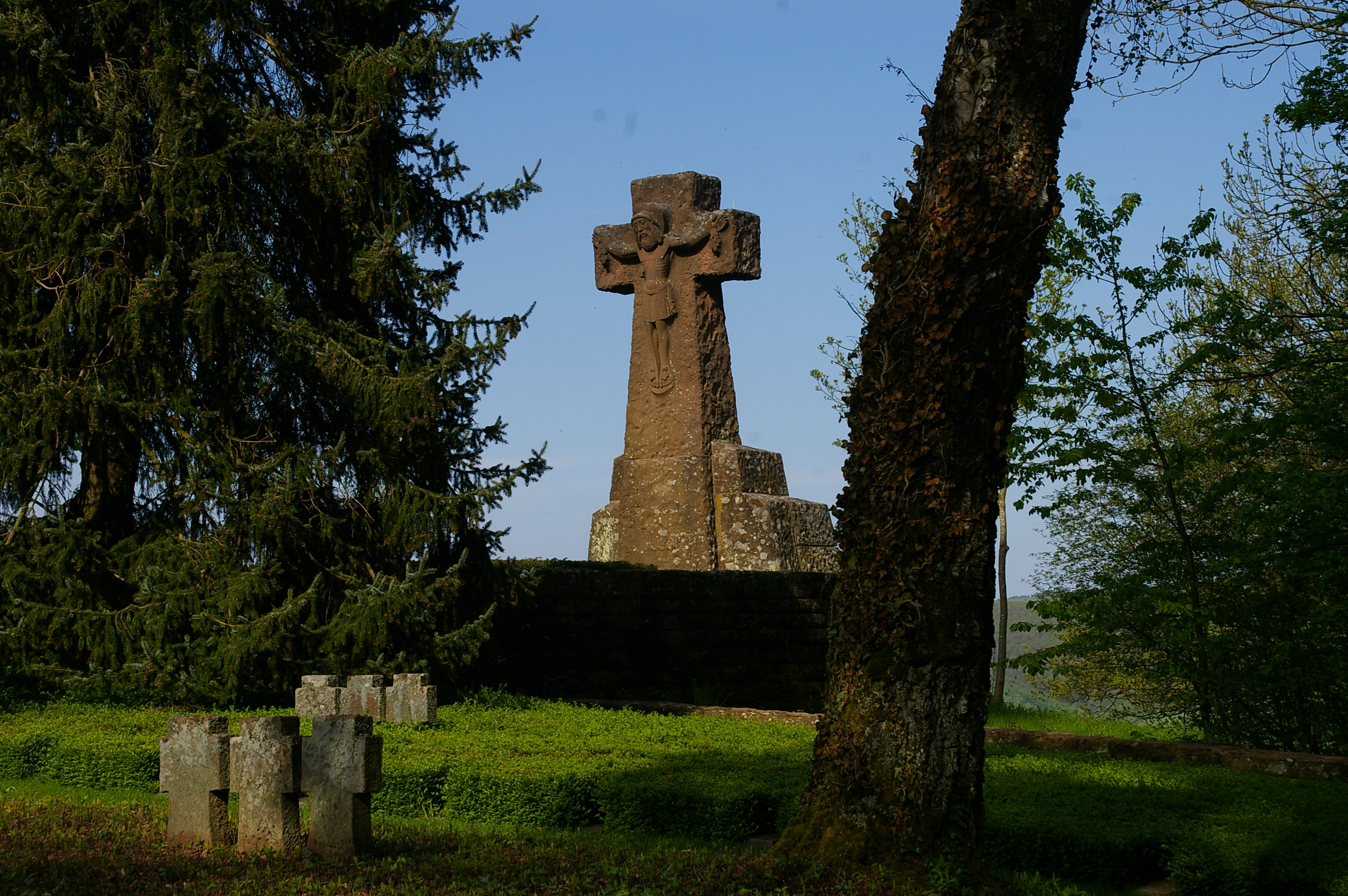
Hauptkreuz auf dem Ehrenfriedhof Kastel
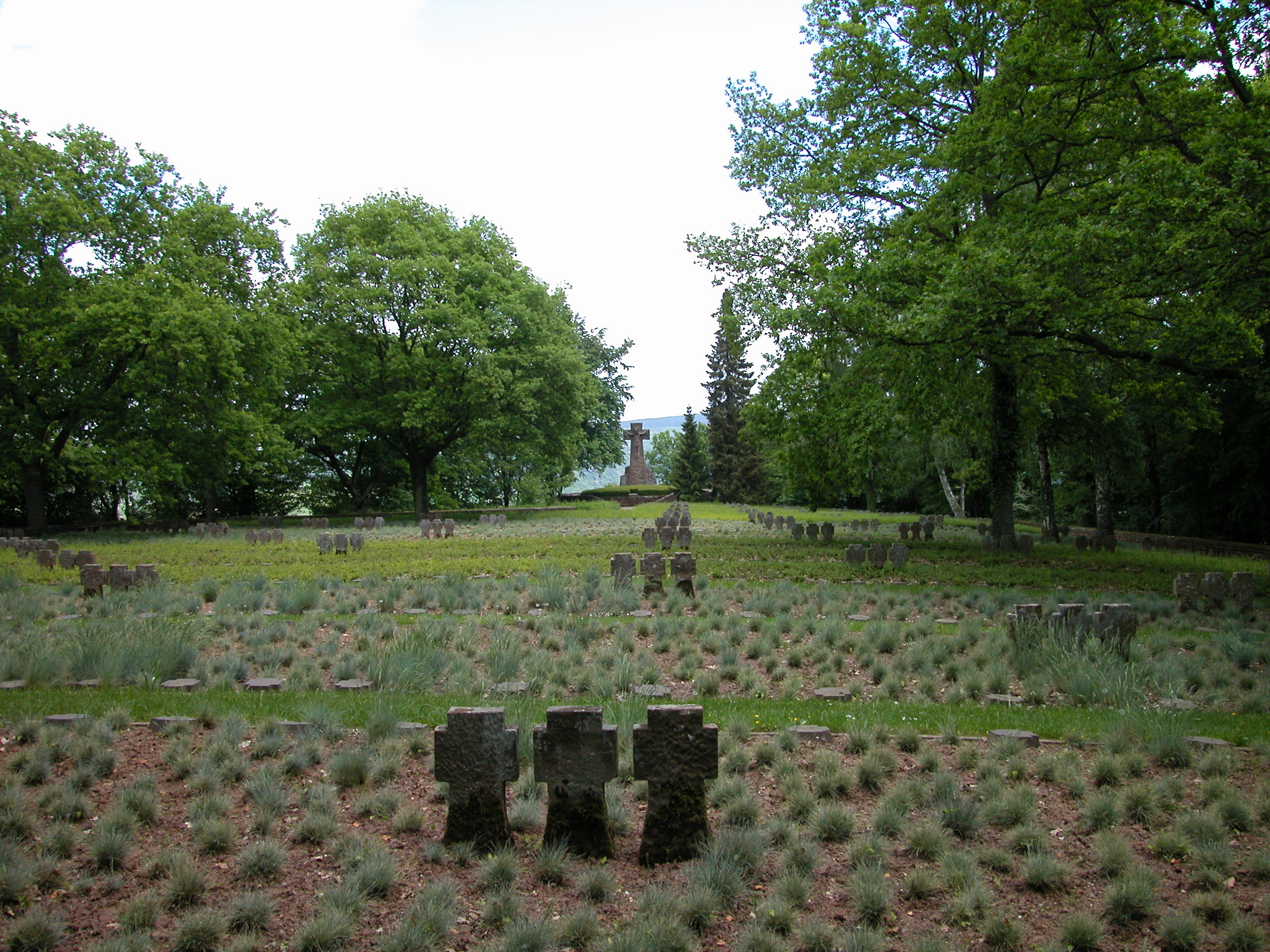
Ehrenfriedhof Kastel
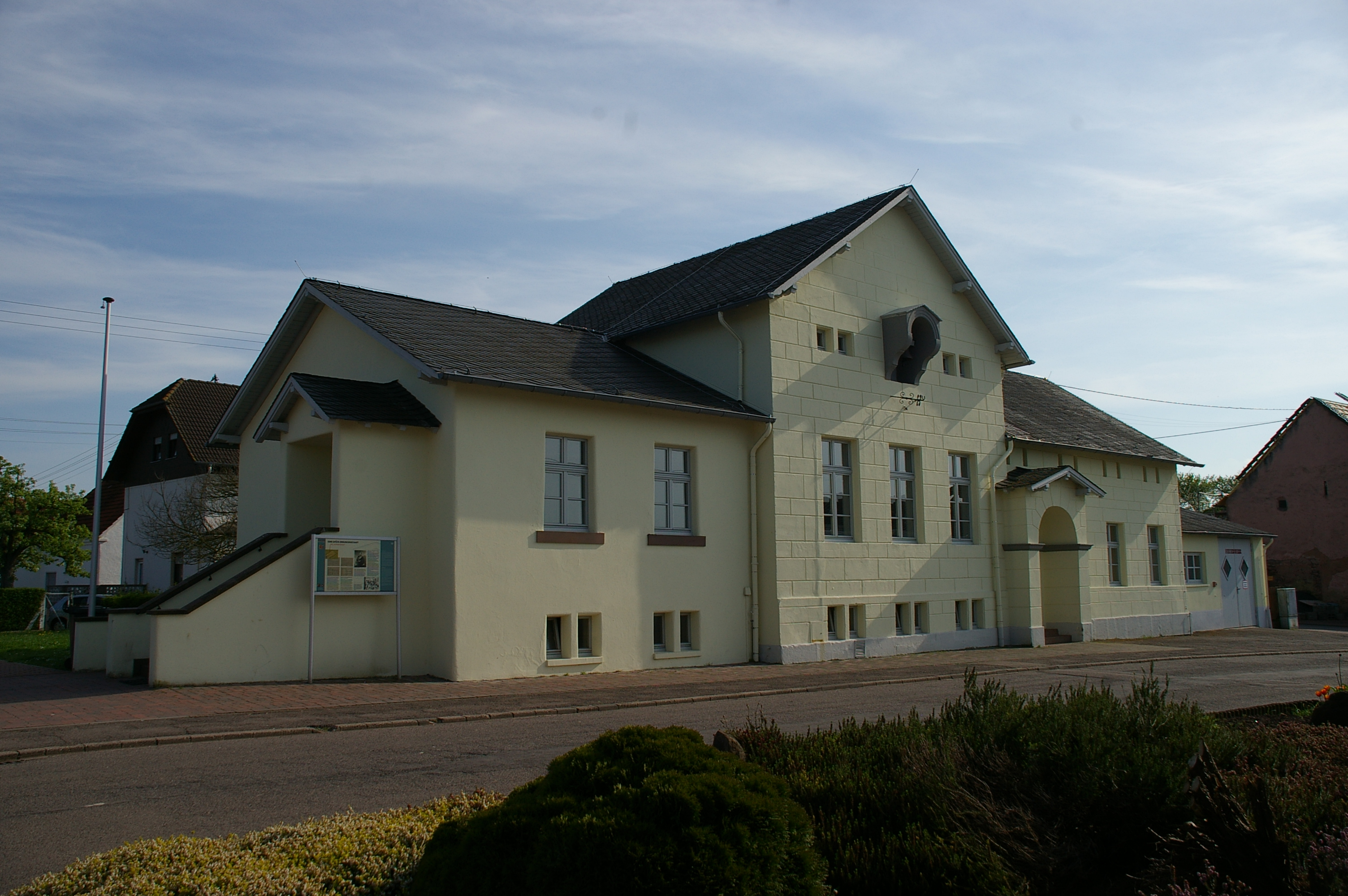
Schinkelschule von 1840

## Ausgestaltung der Umgebung durch Schinkel

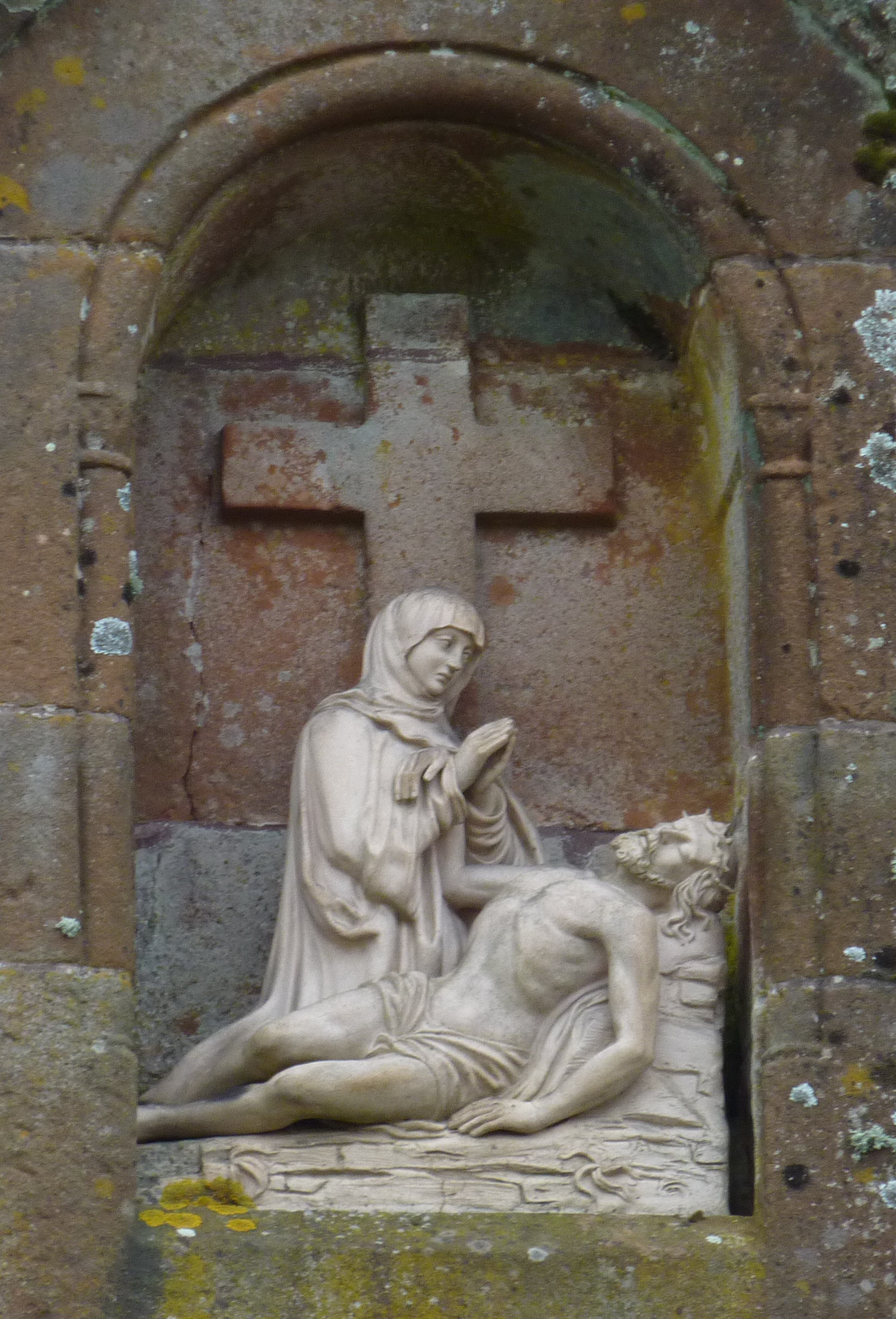
Pietà über dem Friedhofseingang

Die Kirche steht inmitten eines Friedhofs, dessen Umfassungsmauer von Karl Friedrich Schinkel entworfen wurde. Über dem Eingang zum Friedhof ist eine Pietà zu sehen.
Schinkel entwarf außerdem auch die Grabkapelle für Johann von Böhmen, die Friedrich Wilhelm IV. in Auftrag gab. Sie befindet sich in unmittelbarer Nähe der Kirche St. Johannes der Täufer. Schinkel nutzte für den Bau die Ruine der Klause Kastel, die um 1600 entstanden war und 1833 in den Besitz Friedrich Wilhelms IV. übergegangen war. Der Leichnam Johanns von Böhmen, den Friedrich Wilhelm IV. von Jean-François Boch in Mettlach erhalten hatte, befindet sich seit 1946 in Luxemburg; der klassizistische Sarkophag ist seitdem leer. Zum Dank für die Überlassung der Gebeine Johanns von Böhmen beschenkte Friedrich Wilhelm IV. Boch mit einem Brunnen, dessen Figur von Schinkel entworfen wurde.
Die Grabkapelle gehört zu den wichtigen Spätwerken Schinkels und gilt als bedeutendes Zeugnis der klassizistischen Neoromanik. Schinkel verzichtete darauf, das erhaltene Erdgeschoss der Ruine mit seinem gotisierenden Kreuzrippengewölbe aus dem 17. Jahrhundert zu verändern, und sorgte hier nur für eine bunte Fensterverglasung. Das neue Mauerwerk gestaltete er nach dem Muster des schon vorhandenen. Das Obergeschoss wurde mit einem Rundbogenfries und Fenstern in Form von Drillingsarkaden versehen; auf die Nordseite wurde ein Glockengiebel in italienischem Stil aufgesetzt.
In unmittelbarer Nähe der Kirche St. Johannes der Täufer schuf Schinkel außerdem den Aussichtspunkt „Elisensitz“ am Lieblingsplatz der Kronprinzessin Elisabeth von Bayern. Innerorts wurde 1840 außerdem die sogenannte Schinkelschule errichtet, die allerdings möglicherweise nicht von Schinkel selbst geplant wurde.

## Wirtschaft
Neben den diversen Kleingewerben und -dienstleistungen wird im Ort im Wesentlichen Landwirtschaft, Weinbau und Obstanbau für den Viez betrieben. Wie in anderen Orten der Region bieten Wanderwege dem naturinteressierten Touristen zahlreiche Ausflugsmöglichkeiten.

## Persönlichkeiten
- Der Schriftsteller Arno Schmidt wohnte  vom 3. Dezember 1951 bis zum 23. September 1955 mit seiner Frau Alice Schmidt in Kastel im Haus Nr. 63, heute Kirchstraße 18. Am Haus ist eine Gedenktafel angebracht.
- Der Romanist Peter M. Schon wurde 1912 in Kastel-Staadt geboren.
- Ebenfalls aus Kastel stammt der Maschinenbauingenieur Hermann Gehl (1927–2008)